# Ekkehard von Braunmühl
Ekkehard von Braunmühl, eigtl. Wilhelm Ekkehard Hans Joachim Mariano von Braunmühl, (* 29. Dezember 1940 in Gleiwitz; † 24. Juni 2020 in Wiesbaden) war ein freier Publizist und Kinderrechtler. Er war Begründer der Antipädagogik.

## Zum Konzept seiner Antipädagogik
Braunmühl trat für eine Abschaffung von Erziehung ein. Der „Dressur“ der Kinder durch Erziehen, um sie den Vorstellungen der Erwachsenen gemäß zu „formen“ – was ohnehin nicht gelingen könne – setzt er Respekt vor der sich entwickelnden Persönlichkeit und einen gleichberechtigten Umgang mit dem Kind gegenüber.

### Zeit für Kinder
Ihm sei klar, dass seine „Speisen“ nicht allen Leuten schmecken werden, schrieb Braunmühl an seine Leser. Er wende sich an Menschen, die kinderfreundlich sein möchten. Kinderfreundliches Verhalten könne man nicht lehren, man müsse es selber lernen. Sein Buch sei deshalb ein Lernbuch mit „Rezepten“, die man nicht einfach kopieren, wohl aber ausprobieren könne, um daraus eigene Schlussfolgerungen zu ziehen. Braunmühl möchte es als „Waffe im antipädagogischen Freiheitskampf“ verstanden haben. Allerdings sei es nebensächlich, ob jemand diese Worte benutze.
Es käme ihm darauf an, dass sich Menschen überall für Kinderfreundlichkeit einsetzen. Kinderfreundlich werde eine Welt dann, wenn sie Leben und Freiheit von Kindern schütze und für sie eintrete. Es gelte dabei der Aktivität von Kindern Platz zu schaffen. Kinder möchten „ausprobieren“ und „selbständig lernen“, statt „erzogen“ d. h. eigentlich „dressiert“ zu werden. Er nennt in der Einleitung Carl Rogers, Margaret Mead und Lloyd deMause, die wie er schildern, was Kindern täglich geschieht.
Braunmühl erläuterte in weiteren Kapiteln detailliert und unter unterschiedlichen Gesichtspunkten die Folgen von Erziehung. Er charakterisiert seine Idee einer gleichberechtigten „Freundschaft mit Kindern“ und berichtet über die Entwicklung und den Wandel des Kinderschutzes, insbesondere des Kinderschutzbundes in Deutschland.

### Antipädagogische Aufklärung
Seine Auffassungen wurden von Hubertus von Schoenebeck übernommen, allerdings nach Braunmühls Ansicht in sehr missverständlicher bis verdrehter Weise. Dies löste eine heftige Diskussion aus, welche 1997 in der Veröffentlichung des Buches Was ist antipädagogische Aufklärung? Mißverständnisse, Mißbräuche, Mißerfolge der radikalen Erziehungskritik durch Braunmühl gipfelte.

### Antipädagogisches Kinderhaus
1970 begründete Braunmühl mit seiner und 25 anderen Familien den Elternverein 1. APC Kinderhaus e. V. (1. Antipädagogischen Club) in Wiesbaden. Dieser wird in der antipädagogischen Tradition als Kindertagesstätte fortgeführt.

## Schriften
- Antipädagogik. (1975), Neuauflage: tologo, Leipzig 2006, ISBN 978-3-9810444-3-0.
- Zeit für Kinder. (1978), Neuauflage: tologo, Leipzig 2006, ISBN 978-3-9810444-2-3
- Musterkind. Tagebuch eines minderjährigen Menschen, Rowohlt Taschenbuch Verlag, Reinbek 1984, Neuauflage: tologo, Leipzig 2007, ISBN 978-3-9810444-6-1
- Der heimliche Generationenvertrag. Jenseits von Pädagogik und Antipädagogik., Rowohlt Taschenbuch Verlag, Reinbek 1986, ISBN 3-499-17999-7.
- Zur Vernunft kommen. Eine 'Anti-Psychopädagogik. Beltz, Weinheim 1990, ISBN 3-407-34036-2
- Annette Böhm, Ekkehard von Braunmühl: Liebe ohne Hiebe Patmos Verlag, Leipzig 1993, ISBN 3-491-50007-9
- mit Annette Böhm: Gleichberechtigung im Kinderzimmer. Der vergessene Schritt zum Frieden. Patmos Verlag, Leipzig 1994, ISBN 3-491-50012-5
- Was ist antipädagogische Aufklärung? Mißverständnisse, Mißbräuche, Mißerfolge der radikalen Erziehungskritik. Kid Verlag, 1997, ISBN 3-929386-15-1